# Oblast' di Čeljabinsk
L'oblast' di Čeljabinsk (in russo Челя́бинская о́бласть?, Čeljábinskaja óblast) è un'oblast della Russia (88529 km² - 3 466 369 abitanti) nella Siberia occidentale, che si estende tra gli Urali ed i fiumi Iset' (a nord) e Uj (a sud).
Le risorse della provincia, oltre all'agricoltura (cerealicoltura) ed alle foreste, sono gli importanti giacimenti di carbone, ferro ed oro.
La capitale è Čeljabinsk (1 200 000 abitanti), che si trova sul fiume Miass ed è un importante nodo ferroviario della Transiberiana e un centro minerario (carbone, manganese) con industrie siderurgiche, meccaniche, metallurgiche, alimentari, farmaceutiche e dell'abbigliamento. La città possiede il più grande aeroporto della regione.
Tra le altre città più importanti c'è Magnitogorsk (385 000 abitanti) presso il fiume Ural: fondata nel 1929 per sfruttare i ricchi giacimenti di ferro conta industrie metallurgiche, siderurgiche e chimiche, è anche sede di una tra le più grandi centrali elettriche di tutta la Russia. Zlatoust è un'altra delle maggiori città (220 000 abitanti) sul versante occidentale degli Urali centrali, sede di industrie siderurgiche, metallurgiche e metalmeccaniche.

## Città
Le principali città sono:
- Aša
- Bakal
- Čebarkul'
- Emanželinsk
- Jurjuzan'
- Južnoural'sk
- Karabaš
- Kartaly
- Kasli
- Katav-Ivanovsk
- Kopejsk
- Korkino
- Kusa
- Kyštym
- Magnitogorsk
- Miass
- Min'jar
- Njazepetrovsk
- Ozërsk
- Plast
- Satka
- Sim
- Snežinsk
- Troick
- Trëchgornyj
- Ust'-Katav
- Verchneural'sk
- Verchnij Ufalej
- Zlatoust

## Geografia antropica

### Suddivisioni amministrative

Oblast di Chelyabinsk

L'oblast' di Čeljabinsk è suddiviso nei seguenti rajon (fra parentesi il capoluogo). Segnati con un (*) i rajon trasformati in okrug:
- 1: Agapovskij rajon (Agapovka)
- 2: Argajašskij rajon (Argajaš)
- 3: Ašinskij rajon (Aša)
- 4: Bredinskij rajon (Bredy)
- 5: Varnenskij rajon (Varna)
- 6: Verchneural'skij rajon (Verchneural'sk)
- 7: Emanželinskij rajon (Emanželinsk)
- 8: Etkul'skij rajon (Etkul')
- 9: Kartalinskij rajon (Kartaly)
- 10: Kaslinskij rajon (Kasli)
- 11: Katav-Ivanovskij rajon (Katav-Ivanovsk)
- 12: Kizil'skij rajon (Kizil'skoe)
- 13: *Korkinskij rajon (Korkino)
- 14: Krasnoarmejskij rajon (Miasskoe)
- 15: Kunašakskij rajon (Kunašak)
- 16: Kusinskij rajon (Kusa)
- 17: Nagajbakskij rajon (Feršampenuaz)
- 18: *Njazepetrovskij rajon (Njazepetrovsk)
- 19: Oktjabr'skij rajon (Oktjabr'skoe)
- 20: *Plastovskij rajon (Plast)
- 21: *Satkinskij rajon (Satka)
- 22: Sosnovskij rajon (Dolgoderevenskoe)
- 23: Troickij rajon (Troick)
- 24: Uvel'skij rajon (Uvel'skij)
- 25: Ujskij rajon (Ujskoe)
- 26: Čebarkul'skij rajon (Čebarkul')
- 27: Česmenskij rajon (Česma)

Inoltre vi sono alcune città che sono gestite direttamente dall'oblast':
- I: Verchnij Ufalej
- II: Zlatoust
- III: Karabaš
- IV: Kopejsk
- V: Kyštym
- VI: Lokomotivnyj
- VII: Magnitogorsk
- VIII: Miass
- IX: Ozërsk
- X: Snežinsk
- XI: Trëchgornyj
- XII: Troick
- XIII: Ust'-Katav
- XIV: Čebarkul'
- XV: Čeljabinsk
- XVI: Južnoural'sk

## Composizione etnica
In base al censimento del 2002 l'Oblast' risultava popolata da:
- 2 965 568 russi (82,3%);
- 205 041 tatari (5,69%);
- 166 372 baschiri (4,62%);
- 76 994 ucraini (2,14%);
- 36 219 kazaki (1,00%);
- 28 457 tedeschi (0,79%);
- 20 355 bielorussi (0,56%);
- 18 055 mordivini (0,50%);
- 9 483 ciuvasci (0,26%);
- 8 601 armeni (0,24%);
- 7 379 azeri (0,20%);
- 5 125 tagichi (0,14%);
- 4 930 ebrei (0,14%);
- 3 486 mari (0,10%);
- 3 344 udmurti (0,09%);
- 3 324 rom (0,09%);
- 3 057 uzbechi (0,08%).